# Baptyści dnia siódmego
Baptyści dnia siódmego (ang. Seventh Day Baptists, skrót: SDB) – ewangeliczne wyznanie protestanckie, reprezentujące baptystów zachowujących sabat siódmego dnia tygodnia tj. w sobotę i opierające swoje nauczanie wyłącznie na Biblii.

## Historia
Pierwszy zbór baptystów dnia siódmego został utworzony w Londynie w 1653 r. pod przewodnictwem doktora Petera Chamberlen’a. Na terenie Ameryki, pierwszy zbór baptystów dnia siódmego, powstał w grudniu 1671 r. w Newport, w stanie Rhode Island. Stephen Mumford, baptysta dnia siódmego z Anglii, przypłynął do Rhode Island w 1665 r. Nie znajdując tam żadnego zboru święcącego sobotę, przyłączył się do wspólnoty baptystycznej święcącej niedzielę w Newport, której pastorem był John Clarc (1609-1676). Mumford i jego zwolennicy uczęszczali do tego zboru aż do 1671 r., kiedy to założyli w Newport pierwszy w Ameryce zbór baptystów dnia siódmego. Wkrótce potem powstały zbory w Pensylwanii i  New Jersey, skąd rozprzestrzeniły się na północ – do Connecticut, Nowego Jorku i na południe – do Wirginii i Karoliny. Sabatarianizm pojawił się również wśród Niemców w Ephrata (1735 r.). Wspólnota ta została zorganizowana jako Niemieckie Stowarzyszenie Religijne Baptystów Dnia Siódmego. Generalna Konferencja Baptystów Dnia Siódmego, jako zjednoczenie w pełni autonomicznych zborów baptystów dnia siódmego została powołana w 1801 r.

## Nauka
Baptyści dnia siódmego, podobnie, jak pozostali baptyści wierzą w:
- Pismo Święte (39 ksiąg Starego Testamentu i 27 ksiąg Nowego Testamentu) jako jedyne i bezwzględne źródło wiary i praktyki chrześcijańskiej (zasada Sola scriptura).
- Boga jedynego, w trzech osobach (Bóg Ojciec, Syn i Duch Święty). Jemu tylko należy się chwała i uwielbienie. Odrzucają kult obrazów, świętych, relikwii i Maryi jako niebiblijny (zasada Soli Deo gloria).
- Zbawienie człowieka jedynie z łaski przez wiarę, niezależnie od jego uczynków. Człowiek, grzeszny z natury, nie potrafi uczynić nic co zasługiwałoby na upodobanie Boże. Dlatego też Jezus Chrystus umarł na krzyżu, ponosząc karę ciążącą na ludzkości i oferując jej życie wieczne za darmo (zasada Sola gratia).
- Nowonarodzenie (nawrócenie), jako jednorazowy akt pojednania grzesznika z Bogiem, polegający na przemianie życia człowieka (odrodzeniu) przez Ducha Świętego. Następuje ono w wyniku Bożej odpowiedzi na szczerą modlitwę grzesznika, w której uznaje on Jezusa Chrystusa za swego jedynego pana. W konsekwencji człowiek zostaje zaliczony do klasy zbawionych i jest kierowany przez Ducha Świętego. Dokonuje się to wyłącznie na podstawie wiary (zasada Sola fide).
- Zbawienie, udzielane każdemu z osobna dzięki aktowi nowonarodzenia. Nie ma wpływu na zbawienie ani przyjmowanie sakramentów, ani członkostwo w jakimkolwiek kościele, a jedynie prawdziwa więź z Chrystusem, który jest jedynym pośrednikiem między człowiekiem a Bogiem. Odrzuca się ludzkich kapłanów i orędowników (zasada Solus Christus).
- Kościół, jako powszechną wspólnotę ludzi, którzy dostąpili zbawienia, niezależnie od wyznania do którego należą. Kościół ten ma charakter powszechny (zrzesza wszystkich chrześcijan) i określany jest jako niewidzialny.
- Ewangelizację jako polecenie zlecone wszystkim chrześcijanom, mające być realizowane na całej Ziemi.
- Chrzest jako jeden z dwóch ustanowień Jezusa Chrystusa, jakie dał on swemu kościołowi. Przyjmowany jest po uprzednim wyznaniu wiary (publicznej deklaracji nowonarodzenia) jedynie przez osoby w wieku świadomym. Dokonuje się go przez całkowite zanurzenie katechumena w wodzie po wypowiedzeniu formuły trynitarnej. Jest zewnętrznym wyrazem uznania Jezusa Chrystusa za władcę swojego życia i przyjęciem do społeczności kościoła. Baptyści odrzucają chrzest niemowląt. Uważają go za nieważny, bezpodstawny, sprzeczny z nauką Nowego Testamentu, a przede wszystkim szkodliwy, gdyż sugeruje zbawienie bez konieczności świadomego, osobistego nawrócenia (nowonarodzenia), a w konsekwencji jest przyczyną uznania go za sakrament, czyli obrzęd będący źródłem łaski Bożej. Baptyści dopatrują źródła łaski wyłącznie w Chrystusie.
- Wieczerzę Pańską jako drugie ustanowienie, obchodzone na pamiątkę śmierci Jezusa Chrystusa, podczas którego wierzący spożywają chleb i piją wino jako symbole męki krzyżowej. Baptyści odrzucają doktrynę transsubstancjacji (realnej obecności Chrystusa w Komunii) i sakramentalności tego obrzędu. Nie praktykują kultu hostii.
- Widzialne powtórne przyjście Chrystusa przy końcu świata, sąd ostateczny i zmartwychwstanie.
- Rozdział państwa od kościoła i wolność sumienia.

Ponadto baptyści dnia siódmego wierzą, że dniem świętym, nadanym przez Boga człowiekowi już przy stworzeniu świata była sobota (ustanowienie sabatu poprzedzało zarówno upadek człowieka jak i nadanie Mojżeszowi prawa). Zgodnie z Londyńskim Wyznaniem Wiary baptyści dnia siódmego wierzą, że dekalog jest niezmiennym w czasie boskim prawem moralnym, obowiązującym wszystkich ludzi. Ponadto uważają, że świadectwa Nowego Testamentu potwierdzają praktykę świętowania sabatu w Kościele chrześcijańskim w I wieku. Jako przykłady podawane są osoby Jezusa Chrystusa, apostołów i pierwszych chrześcijan, którzy przestrzegali dnia sobotniego. Jednocześnie baptyści dnia siódmego zwracają uwagę, że wprowadzenie niedzieli jako dnia Pańskiego do Kościoła nastąpiło dopiero po śmierci apostołów. Fakt ten uważają za późniejszy „kompromis z pogaństwem”, który pozbawiony był jakichkolwiek przesłanek biblijnych.

## Organizacja
Baptyści dnia siódmego, podobnie jak pozostali baptyści, zorganizowani są kongregacjonalnie; każdy zbór posiada autonomię i jego przynależność do Krajowych Stowarzyszeń Baptystów Dnia Siódmego jest dobrowolna. Celem Krajowych Stowarzyszeń nie jest sprawowanie władzy zwierzchniej nad zborami, lecz zrzeszanie lokalnych, w pełni niezależnych  zborów baptystów dnia siódmego, utrzymywanie jedności doktrynalnej w głównych punktach wiary, wzajemne wsparcie i świadczenie, jak również reprezentacja prawno-administracyjna na terenie danego kraju. Pastorzy i diakoni wybierani są przez miejscowy zbór, a nie mianowani odgórnie. Domy modlitwy są własnością lokalnych zgromadzeń.

## Współczesność
W 1995 r. baptyści dnia siódmego mieli na terenie Stanów Zjednoczonych 4885 członków w 78 zborach; w Anglii – 55 członków w 2 zborach, a w Kanadzie – 40 członków w ramach jednego zboru. Zjednoczenia baptystów dnia siódmego działają także w innych krajach. Światowa Federacja Baptystów Dnia Siódmego, utworzona w latach 1964-1965 obecnie jednoczy ponad 50 000 Baptystów Dnia Siódmego z 22 krajów i 17 organizacji. Najwięcej baptystów dnia siódmego żyje w: Oceniii (szczególnie Australii i Nowej Zelandii); Ameryce Południowej (szczególnie Brazylii i Argentynie); Europie (szczególnie Holandii, Niemczech i Polsce); Azji (szczególnie Filipinach, Indiach i Mjanmie); Afryce (szczególnie: Republice Południowej Afryki, Mozambiku i Nigerii); Ameryce Północnej (w Stanach Zjednoczonych, Kanadzie i Meksyku); Gujanie i Jamajce.
Poza uznawaniem soboty (a nie niedzieli) za dzień święty, nie ma innych znaczących różnic pomiędzy Baptystami Dnia Siódmego i pozostałymi baptystami. Biura Generalnej Konferencji znajdują się w Janeswille, w stanie Wisconsin, Stowarzyszenia Misyjnego w Westerly, w stanie Rhode Island, a Komitetu Chrześcijańskiego Wychowania w Alfred Station, w stanie Nowy Jork. Generalna Konferencja Baptystów Dnia Siódmego jest członkiem Światowego Związku Baptystycznego.